# 陪诊
陪诊（英語：Medical Escort），也称就医陪伴是指专门陪伴患者前往医疗机构（如医院、诊所）接受诊疗的一种专业服务。陪诊员通常提供医疗预约安排、交通协助、现场帮助、情绪支持及病患与医护人员之间的沟通协助等服务，以帮助行动不便或需要特殊照顾的患者顺利完成就医过程。
陪诊服务可能由医疗护理机构、社会服务机构、慈善组织或私营医疗服务公司提供，也可以由经过专业培训的个人陪诊员提供服务。

## 服务对象
陪诊服务的对象一般包括老年人、行动不便人士、残障人士、慢性病患者或有语言障碍、跨语言障碍而需要协助的患者。陪诊人员通常接受相关医疗、护理或心理学方面的培训，以确保患者顺畅就诊，并有效地与医疗专业人员沟通交流。

## 服务范围
陪诊服务的范围广泛而多样，主要包括陪同患者前往医疗机构进行问诊、检查或治疗；协助患者预约挂号、缴费、取药等事务；在就医过程中协助患者填写必要的表格，帮助患者与医护人员沟通病情或需求。此外，医疗陪诊人员也可能负责协助安排交通工具或陪伴患者搭乘公共交通工具，并在陪诊过程中给予患者情绪和心理上的支持与安慰，缓解患者的焦虑情绪。在紧急情况下，陪诊人员也有义务提供相应的急救协助，以确保患者的安全。

## 争议
陪诊服务还处在一个模糊地带，陪诊员素质参差不齐，部分缺乏专业素养和医学知识。一些陪诊员实为号贩子，通过加价倒卖“名医”号源不当牟利。